# Guillaume-Amable Robert de Chevannes
Guillaume-Amable Robert de Chevannes né le 19 août 1752 à Moulins-Engilbert (Nièvre) et décédé le 13 octobre 1823 à Saint-Pierre-le-Moûtier (Nièvre) était un avocat et homme politique français, dont l'activité s'exerça pendant la période de la Révolution.     

## Biographie
Avocat au Présidial de Saint-Pierre-le-Moûtier, Guillaume-Amable Robert de Chevannes fut élu député (no 578) du tiers état de la sénéchaussée de Nevers aux États généraux de 1789. Il prêta le Serment du Jeu de paume et demanda aux députés du Tiers de se constituer en Assemblée nationale.